# Trendelburg
Trendelburg (dolnoniem. Drengelborch) – miasto w Niemczech, w Hesji, w rejencji Kassel, w powiecie Kassel.

## Współpraca
Miejscowości partnerskie:
- Allstedt, Saksonia-Anhalt
- Louvigné-du-Désert, Francja